# Loujain Alhathloul
Loujain Alhathloul (in arabo لجين الهذلول‎?, Lujayn al-Hadhlūl; Gedda, 31 luglio 1989) è un'attivista saudita e una personalità dei social media, che si batte per l'affermazione dei diritti delle donne nel suo paese.
È nota, insieme a Manāl al-Sharīf, per essere una delle leader del movimento Women to drive (in arabo قيادة المرأة في السعودية‎?, Qiyāda al-Marʾa fī l-Suʿūdiyya) che si batte in favore del diritto di guida delle donne saudite, movimento che, il 26 settembre 2017, ha portato l'erede al trono, il principe saudita Moḥammed bin Salmān, a emanare un decreto reale di sospensione del divieto. È stata annoverata al terzo posto della lista Top 100 delle donne arabe più potenti del 2015.

## Biografia
Il 1º dicembre 2014 è stata arrestata e detenuta per 73 giorni dopo aver tentato di attraversare con la sua auto il confine dagli Emirati Arabi Uniti verso l'Arabia Saudita, sulla base di accuse relative al suo gesto di sfida del divieto di guida femminile nel regno.
Il 4 giugno 2017 è stata arrestata per la seconda volta all'Aeroporto Internazionale di Dammam-Re Fahd, con conseguente nuova detenzione. La ragione dell'arresto non è chiara e non le è stato concesso di farsi assistere da un avvocato o di avere un contatto con la sua famiglia.
A novembre 2015, dopo la concessione del diritto di voto femminile da parte della monarchia saudita, si è candidata alle elezioni, ma il suo nome non è apparso nelle liste, nonostante l'ammissione ufficiale della sua candidatura.
Ha condotto, insieme a Manal al-Sharif e Īmān al-Nafjān, la campagna Women to drive per la sospensione del divieto di guida per le donne saudite (introdotto in maniera “informale” nel 1990, durante la guerra del Golfo). Il movimento ha organizzato proteste contro il divieto, facendo circolare sul web dei video che riprendevano donne intente alla guida di automobili. La campagna si è conclusa con l'emanazione, da parte del principe ereditario Moḥammed bin Salmān, di un decreto reale che superava il divieto e stabiliva la concessione delle prime patenti di guida a donne da giugno 2018.
Nel 2018 è stata arrestate per aver violato norme sulla "sicurezza nazionale". Secondo l'accura avrebbe passato informazioni a Paesi nemici dell'Arabia Saudita e parlato con giornalisti e diplomatici, candidandosi per un impiego presso le Nazioni Unite. È stata rinchiusa in carcere e sottoposta a tortura, elettroshock, frustate ed abusi sessuali. Per denunciare le severe restrizioni a lei imposte, nell'ottobre 2020 ha iniziato uno sciopero della fame. Il 28 dicembre 2020 è stata condannata alla pena detentiva di 5 anni e 8 mesi. Il 12 febbraio 2021 è stata scarcerata, ma è rimasta assoggettata a diverse restrizioni, compreso il divieto di uscire dall'Arabia Saudita per cinque anni.
Il 16 aprile 2021 è stata insignita del Premio Václav Havel per i diritti umani.

## Vita privata
Dal 2014 è sposata con l'attore Fahd al-Butayrī.